# Zhang Zhi
Zhang Zhi (en chino tradicional, 張芝; en chino simplificado, 张芝; pinyin, Zhāng Zhī; Wade-Giles, Chang Chih, fallecido en 192), cuyo nombre de cortesía fue Boying (伯英), fue un calígrafo chino durante la dinastía Han. Nació en Jiuquan, Gansu, pionero en la letra cursiva del este de Asia, y tradicionalmente honorado como el sabio de la escritura cursiva (草聖).

## Biografía
A pesar de la fama que pudo tener, ninguna obra de Zhang Zhi ha sobrevivido. El siguiente dicho es atribuido a él: Demasiado ocupado para escribir en cursiva (匆匆不暇草書) (hay un proverbio chino similar: Demasiado apresurado para escribir en cursiva; demasiado empobrecido para preparar comida vegetal. (信速不及草書，家貧難辦素食), que a la vez se compara con la cita de Lettres provinciales de Blaise Pascal: Je n'ai fait celle-ci plus longue que parce que je n'ai pas eu le loisir de la faire plus courte. El dicho muestra que la realización del lenguaje en cursiva requiere tranquilidad para la mente.